# Тернавка (Шепетівський район)
Терна́вка, Тарнівка — село в Україні, у Сахновецькій сільській громаді Шепетівського району Хмельницької області. Населення становить 506 осіб.

## Географія
Селом протікає річка Тернавка, права притока Хомори.

## Історія
Найперші згадки про село датовані 1519 роком. Перші поселення в цих місцях були зруйновані військами Золотої орди. За місцевими переказами, Тернавка отримала свою назву через рясні зарості терну навколо села.
У 1906 році село Тернавської волості Ізяславського повіту Волинської губернії. Відстань від повітового міста 25 верст. Дворів 298, мешканців 1801.

## Населення

### Мова
Розподіл населення за рідною мовою за даними перепису 2001 року:
| Мова            | Кількість | Відсоток |
| --------------- | --------- | -------- |
| українська      | 503       | 99.41%   |
| російська       | 2         | 0.39%    |
| інші/не вказали | 1         | 0.20%    |
| Усього          | 506       | 100%     |

## Уродженці
- Дмитрик Володимир Андрійович (1952) — поет, прозаїк, журналіст, літературознавець.
- Ковальчук Леонід Якимович (1947—2014) — український вчений у галузі хірургії, педагог, громадський діяч. Голова Асоціації хірургів Тернопільщини (1998—2014).
- Пилипчук Петро Пилипович (1947) — Голова Верховного Суду України з 23 грудня 2011 року до 2013 р.